# Desmodium williamsii
Desmodium williamsii är en ärtväxtart som beskrevs av Hiroyoshi Ohashi. Desmodium williamsii ingår i släktet Desmodium och familjen ärtväxter. Inga underarter finns listade i Catalogue of Life.